# Gran Premio motociclistico di Svezia 1987
Il Gran Premio motociclistico di Svezia è stato il decimo appuntamento del motomondiale 1987. Si è svolto l'8 e il 9 agosto sul circuito di Anderstorp e vi hanno gareggiato le classi 125, 250 e 500 oltre alla classe sidecar.
Le vittorie nelle tre gare in singolo disputate sono state di Wayne Gardner in 500, Anton Mang in 250 e Fausto Gresini in 125, mentre tra i sidecar si è imposto l'equipaggio Rolf Biland/Kurt Waltisperg.
Al termine della gara è stato assegnato matematicamente un titolo iridato: l'equipaggio composto da Steve Webster e Tony Hewitt si è aggiudicato il mondiale dei sidecar.

## Classe 500
Per l'australiano Wayne Gardner quello in Svezia è il quinto successo della stagione, cosa che fa aumentare anche il suo vantaggio in classifica generale, ora di 19 punti su Randy Mamola (giunto al terzo posto in questa gara) e di 29 punti su Eddie Lawson (secondo nella gara).

### Arrivati al traguardo
| Pos. | Pilota             | Moto      | Tempo    | Griglia | Punti |
| ---- | ------------------ | --------- | -------- | ------- | ----- |
| 1    | Wayne Gardner      | Honda     | 48.46.36 | 1       | 15    |
| 2    | Eddie Lawson       | Yamaha    | 48.48.56 | 2       | 12    |
| 3    | Randy Mamola       | Yamaha    | 49.06.29 | 5       | 10    |
| 4    | Robert McElnea     | Yamaha    | 49.07.52 | 6       | 8     |
| 5    | Niall Mackenzie    | Yamaha    | 49.16.02 | 10      | 6     |
| 6    | Ron Haslam         | Elf-Honda | 49.20.76 | 7       | 5     |
| 7    | Freddie Spencer    | Honda     | 49.22.12 | 3       | 4     |
| 8    | Didier de Radiguès | Cagiva    | 49.29.00 | 9       | 3     |
| 9    | Kenny Irons        | Suzuki    | 49.33.09 | 11      | 2     |
| 10   | Roger Burnett      | Honda     | 49.37.59 | 14      | 1     |
| 11   | Richard Scott      | Yamaha    | 50.05.23 | 13      |       |
| 12   | Fabio Biliotti     | Honda     | 50.21.68 | 16      |       |
| 13   | Tadahiko Taira     | Yamaha    | 50.22.38 | 4       |       |
| 14   | Bruno Kneubühler   | Honda     | 1 giro   | 17      |       |
| 15   | Manfred Fischer    | Honda     | 1 giro   | 22      |       |
| 16   | Peter Sköld        | Honda     | 1 giro   | 23      |       |
| 17   | Simon Buckmaster   | Honda     | 1 giro   | 27      |       |
| 18   | Fabio Barchitta    | Honda     | 1 giro   | 25      |       |
| 19   | Louis-Luc Maisto   | Honda     | 1 giro   | 24      |       |
| 20   | Maarten Duyzers    | Honda     | 1 giro   | 28      |       |
| 21   | Marco Gentile      | Fior      | 1 giro   | 18      |       |
| 22   | Ray Swann          | Honda     | 1 giro   | 26      |       |
| 23   | Ari Rämö           | Honda     | 2 giri   | 31      |       |
| 24   | Gerold Fischer     | Honda     | 2 giri   | 30      |       |
| 25   | Geir Hestmann      | Suzuki    | 3 giri   | 34      |       |

### Ritirati
| Pilota              | Moto   | Motivo | Griglia |
| ------------------- | ------ | ------ | ------- |
| Alessandro Valesi   | Honda  |        | 21      |
| Pierfrancesco Chili | Honda  |        | 12      |
| Pavol Dekanek       | Suzuki |        | 32      |
| Wolfgang von Muralt | Suzuki |        | 20      |
| Peter Lindén        | Honda  |        | 29      |
| Claus Wulff         | Suzuki |        | 33      |
| Christian Sarron    | Yamaha |        | 8       |
| Hervé Guilleux      | Fior   |        | 19      |
| Shunji Yatsushiro   | Honda  |        | 15      |

## Classe 250
La gara di questa classe, disputata al sabato, ha visto la sesta vittoria stagionale del pilota tedesco Anton Mang che ha preceduto i due piloti italiani Luca Cadalora e Loris Reggiani. Dato che l'altro pilota tedesco Reinhold Roth non ha ottenuto punti, Mang è tornato in testa alla classifica provvisoria del campionato con 9 punti di vantaggio su Roth e 40 sullo spagnolo Sito Pons.

### Arrivati al traguardo
| Pos. | Pilota                    | Moto    | Tempo    | Griglia | Punti |
| ---- | ------------------------- | ------- | -------- | ------- | ----- |
| 1    | Anton Mang                | Honda   | 42.09.70 | 13      | 15    |
| 2    | Luca Cadalora             | Yamaha  | 42.09.99 | 1       | 12    |
| 3    | Loris Reggiani            | Aprilia | 42.11.75 | 9       | 10    |
| 4    | Carlos Lavado             | Yamaha  | 42.15.10 | 12      | 8     |
| 5    | Dominique Sarron          | Honda   | 42.15.58 | 14      | 6     |
| 6    | Carlos Cardús             | Honda   | 42.15.85 | 2       | 5     |
| 7    | Patrick Igoa              | Yamaha  | 42.16.30 | 4       | 4     |
| 8    | Maurizio Vitali           | Garelli | 42.24.82 | 10      | 3     |
| 9    | Donnie McLeod             | EMC     | 42.25.95 | 8       | 2     |
| 10   | Jean-François Baldé       | Defi    | 42.32.53 | 19      | 1     |
| 11   | Reinhold Roth             | Honda   | 42.38.84 | 7       |       |
| 12   | Stefano Caracchi          | Honda   | 42.44.56 | 17      |       |
| 13   | Harald Eckl               | Honda   | 42.44.85 | 20      |       |
| 14   | Jean-Michel Mattioli      | Yamaha  | 42.45.24 | 16      |       |
| 15   | Hans Lindner              | Honda   | 43.10.34 | 23      |       |
| 16   | Alain Bronec              | Honda   | 43.10.70 | 26      |       |
| 17   | Urs Luzi                  | Honda   | 43.11.23 | 31      |       |
| 18   | Guy Bertin                | Honda   | 43.11.50 | 22      |       |
| 19   | René Delaby               | Yamaha  | 43.11.77 | 25      |       |
| 20   | Andreas Preining          | Rotax   | 43.45.65 | 27      |       |
| 21   | Christian Boudinot        | Fior    | 43.48.89 | 28      |       |
| 22   | Kevin Mitchell            | Yamaha  | 1 giro   | 38      |       |
| 23   | Jean Foray                | Yamaha  | 1 giro   | 30      |       |
| 24   | Patrick van den Goorbergh | Honda   | 1 giro   | 24      |       |
| 25   | Jochen Schmid             | Yamaha  | 1 giro   | 33      |       |

### Ritirati
| Pilota               | Moto   | Motivo | Griglia |
| -------------------- | ------ | ------ | ------- |
| Jacques Cornu        | Honda  |        | 3       |
| Martin Wimmer        | Yamaha |        | 5       |
| Gerard van der Wal   | Assmex |        | 34      |
| Manfred Herweh       | Honda  |        | 6       |
| Hervé Duffard        | Honda  |        | 32      |
| Bruno Bonhuil        | Honda  |        | 29      |
| Stéphane Mertens     | Honda  |        | 11      |
| Ivan Palazzese       | Yamaha |        | 15      |
| Jean-Philippe Ruggia | Yamaha |        | 21      |
| Takayoshi Yamamoto   | Yamaha |        | 35      |
| Sito Pons            | Honda  |        | 18      |
| Bobby Issazadhe      | Honda  |        | 36      |
| Markku Kivi          | Yamaha |        | 37      |

### Non qualificati
| Pilota           | Moto   |
| ---------------- | ------ |
| Cees Doorakkers  | Honda  |
| Siegfried Minich | Honda  |
| Håkan Olsson     | Rotax  |
| Per Jansson      | Yamaha |
| Eilert Lundstedt | MBA    |
| Harri Kallio     | Yamaha |

## Classe 125
Ormai, dopo l'ottava vittoria consecutiva della stagione, all'italiano Fausto Gresini basta un solo punto nelle ultime tre gare che mancano al termine della stagione per laurearsi campione mondiale; ha infatti 44 punti di vantaggio sul compagno di squadra Bruno Casanova giunto al secondo posto della gara.
Sul terzo gradino del podio quello che è anche al terzo posto nella classifica generale, l'altro italiano Domenico Brigaglia.
Da registrare anche l'esordio nelle gare del motomondiale per Taru Rinne, una delle poche donne che si sono cimentate in queste competizioni; la sua prima presenza si è conclusa con un ritiro in gara.

### Arrivati al traguardo
| Pos. | Pilota                 | Moto     | Tempo    | Griglia | Punti |
| ---- | ---------------------- | -------- | -------- | ------- | ----- |
| 1    | Fausto Gresini         | Garelli  | 40.25.58 | 1       | 15    |
| 2    | Bruno Casanova         | Garelli  | 41.02.80 | 3       | 12    |
| 3    | Domenico Brigaglia     | Moto AGV | 41.07.68 | 4       | 10    |
| 4    | Andrés Sánchez         | Ducados  | 41.09.94 | 7       | 8     |
| 5    | Johnny Wickström       | Tunturi  | 41.17.06 | 6       | 6     |
| 6    | Pier Paolo Bianchi     | MBA      | 41.22.59 | 5       | 5     |
| 7    | Mike Leitner           | MBA      | 41.29.75 | 9       | 4     |
| 8    | Lucio Pietroniro       | MBA      | 41.42.64 | 10      | 3     |
| 9    | Gastone Grassetti      | MBA      | 41.51.28 | 13      | 2     |
| 10   | Esa Kytölä             | MBA      | 41.52.30 | 17      | 1     |
| 11   | Jean-Claude Selini     | MBA      | 41.56.50 | 14      |       |
| 12   | Håkan Olsson           | Starol   | 41.58.70 | 21      |       |
| 13   | Bady Hassaine          | MBA      | 42.10.82 | 22      |       |
| 14   | Thierry Feuz           | MBA      | 42.15.08 | 31      |       |
| 15   | Robin Milton           | MBA      | 42.15.42 | 26      |       |
| 16   | Christian Le Badezet   | MBA      | 1 giro   | 30      |       |
| 17   | Thomas Møller-Pedersen | MBA      | 1 giro   | 18      |       |
| 18   | Allan Scott            | EMC      | 1 giro   | 29      |       |
| 19   | Peter Sommer           | MBA      | 1 giro   | 20      |       |
| 20   | Jacques Hutteau        | MBA      | 1 giro   | 28      |       |
| 21   | Reijo Rosnell          | MBA      | 1 giro   | 24      |       |
| 22   | Frede Jensen           | MBA      | 1 giro   | 32      |       |
| 23   | Peter Balaz            | MBA      | 1 giro   | 27      |       |

### Ritirati
| Pilota            | Moto     | Motivo | Griglia |
| ----------------- | -------- | ------ | ------- |
| Paolo Casoli      | Moto AGV |        | 2       |
| Adi Stadler       | MBA      |        | 11      |
| Ivan Troisi       | MBA      |        | 16      |
| Taru Rinne        | MBA      |        | 23      |
| Willy Pérez       | Zanella  |        | 15      |
| Jussi Hautaniemi  | MBA      |        | 12      |
| Ezio Gianola      | Honda    |        | 8       |
| Flemming Kistrup  | MBA      |        | 19      |
| Fernando Gonzales | Cobas    |        | 25      |
| Robin Appleyard   | MBA      |        | 33      |

## Classe sidecar
Nella penultima gara stagionale il secondo posto è sufficiente a Steve Webster e Tony Hewitt per conquistare il primo titolo nel motomondiale. I campioni uscenti Egbert Streuer-Bernard Schnieders, secondi in classifica, chiudono in 12ª posizione a causa di problemi tecnici. La vittoria è di Rolf Biland-Kurt Waltisperg, che rimontano dopo una brutta partenza e duellano con Webster-Hewitt, fino a toccarsi nelle ultime fasi, al punto che i britannici tagliano il traguardo con danni alla carena del loro sidecar.
Nel mondiale Webster ha 87 punti, seguono Streuer a 63, Michel a 60 e Biland a 53.

### Arrivati al traguardo (posizioni a punti)[7]
| Pos | Pilota           | Passeggero         | Moto           | Tempo    | Punti |
| --- | ---------------- | ------------------ | -------------- | -------- | ----- |
| 1   | Rolf Biland      | Kurt Waltisperg    | LCR-Krauser    | 38'52"02 | 15    |
| 2   | Steve Webster    | Tony Hewitt        | LCR-Krauser    | +1"50    | 12    |
| 3   | Alain Michel     | Jean-Marc Fresc    | LCR-Krauser    | +8"58    | 10    |
| 4   | Rolf Steinhausen | Bruno Hiller       | Busch-Yamaha   | +29"71   | 8     |
| 5   | Alfred Zurbrügg  | Simon Birchall     | LCR-Yamaha     | +42"37   | 6     |
| 6   | Pascal Larratte  | Jacques Corbier    | LCR-Yamaha     | +1'04"37 | 5     |
| 7   | Masato Kumano    | Markus Fährni      | LCR-Yamaha     | +1'05"43 | 4     |
| 8   | Wolfgang Stropek | Hans-Peter Demling | LCR-Krauser    |          | 3     |
| 9   | Markus Egloff    | Urs Egloff         | LCR-Yamaha     |          | 2     |
| 10  | René Progin      | Yvan Hunziker      | Seymaz-Krauser |          | 1     |